# Saint-Chamond Basket
Maillots
Actualités
Le Saint-Chamond Basket Vallée du Gier (SCBVG) est un club professionnel français de basket-ball évoluant en championnat de France de Pro B (deuxième division du basket-ball en France) et dont la section féminine évolue en Nationale féminine 2 (NF2). Le club est basé dans la ville de Saint-Chamond.

## Historique

### Septembre 2008: un club toujours ambitieux
Lors de la saison 2008-2009, l'équipe masculine dispute sa septième saison en Nationale masculine 1 (NM1).
L'équipe féminine, quant à elle, accède pour la première fois de son histoire à la Nationale 2 (NF2).

### Bilan saison 2010-2011
Un nouvel entraîneur, Alain Thinet, arrive en début de saison. Au terme de la saison, l'équipe masculine termine à la 14e place et est reléguée en Nationale 2.
Lors de l'assemblée générale de fin de saison, le président Serge Richier, en place depuis 1982, cède son poste à la tête du club à Roger Paour qui était jusqu'alors président délégué et chargé des finances.

### Bilan saison 2011-2012
L'objectif du club pour la saison 2011-2012 est de retrouver la Nationale masculine 1. Saint-Chamond effectue un recrutement ambitieux avec les arrivées de l'intérieur américain Marcus Ledoux, du meneur Elio Sadiku et du Slovaque Pavel Bozak. Le club remplit son objectif en remportant le titre de champion de N2 à la suite d'une victoire en finale contre Monaco sur le score de 85-68. Il réussit un doublé en remportant également la coupe de France amateur, battant à Paris-Bercy le club de Vanves sur le score de 89 à 66. Au terme de cette saison, Saint-Chamond Basket accède au championnat de France Nationale masculine 1 (NM1) seulement une saison après l'avoir quitté.
Lors de cette année, l'équipe féminine dispute les playoffs de NF2, disputés sous la forme d'un mini-championnat à six équipes en matchs aller-retour.

### Bilan saison 2013-2014
régulière du championnat, ce qui lui permet d'obtenir la possibilité de disputer les playoffs. Opposé à La Rochelle, le club s'incline en deux manches en quarts de finale.
L'équipe 2 masculine, coachée par Romain Paour, remporte le championnat de la ligue du lyonnais. Cela permet au club de pouvoir inscrire deux équipes seniors masculine en championnat de France.[réf. nécessaire].

### Bilan saison 2014-2015
Au terme de la meilleure saison de son histoire, le club remporte le titre de champion de France de Nationale 1, et accède ainsi au championnat de France de Pro B.

### Bilan saison 2017-2018
Lors de la saison 2017-2018, Saint-Chamond Basket atteint le meilleur classement de son histoire en terminant sixième de la phase régulière. Lors des playoffs d’accession à la Pro A, il s’incline dès les quarts de finale contre Lille Métropole Basket Club.

### Bilan saison 2018-2019
Lors de l'intersaison, Alain Thinet effectue plusieurs changements. L'international tunisien  Omar Abada rejoint le club, ainsi que l'Américain Malik Cooke qui remplace le Serbe Andrea Milutinovic. L'intérieur tunisien Makrem Ben Romdhane et Bodian Massa, prêté par Fos sur Mer, complète ce recrutement.
Les  Couramiauds finissent sixième du championnat avec 20 victoires et 14 défaites. Ils affrontent Nancy en quarts de finale des playoffs. Après un premier « match de traînard » perdu 73 à 70 à Nancy, Saint-Chamond s'impose à domicile, à la halle André Boulloche, sur le score de 104 à 74. Saint-Chamond remporte ensuite sur le terrain de son adversaire le match décisif sur le score de 84 à 83.
Saint-Chamond est opposé en demi-finale à Orléans qui possède l'avantage du terrain en raison de son meilleur classement dans la phase régulière et accueille ainsi son adversaire lors du premier match. le club du Loiret s'impose, aidé par la maladresse de son adversaire. Saint-Chamond obtient la possibilité de disputer un match décisif en s'imposant à domicile sur le score de 81 à 75. Orléans, entraîné par Germain Castano, poursuit sa route vers le titre en s'imposant 93 à 83.

### Bilan saison 2022-2023
La création de l'Arena Saint-Étienne Métropole, d'une capacité de 4 200 places, remplace la Halle André Boulloche (de capacité 1 200 places) depuis le 17 septembre 2022. Le club termine la saison à la 13e place du championnat. Cette fin de saison est marquée par le départ d'Alain Thinet après 13 saisons passées au club. Il est remplacé par son assistant Maxime Nelaton.

### Bilan saison 2023-2024
Le club commence la saison par quatre revers en Leaders Cup. Il démarre ensuite le championnat par une victoire contre l'ALM Évreux sur le score de 62 à 78 avant de s'incliner contre Nantes Basket Hermine, à domicile, sur le score de 80 à 83.

### 2024-
Le 10 avril 2024, le club s'unit avec Andrézieux-Bouthéon LSB pour former Saint-Chamond Andrézieux-Bouthéon Basket fait pour représenter les deux clubs en Pro B.

## Identité du club

### Logos

Logo jusqu'en 2013.
Logo de 2013 à 2017.
Logo depuis 2017.
Logo de Saint-Chamond Andrézieux-Bouthéon basket depuis 2024.

## Personnalités

### Entraîneurs
- 2005-? :  Michel Perrin
- 2010-2023 :  Alain Thinet
- 2023- :  Maxime Nelaton

### Effectif actuel
Mis à jour le 23 octobre 2023

## Palmarès

### Championnat
- champion de France NM1 en 2014-2015
- champion de France NM2 en 2011-2012
- 1 titre de champion zone Centre
- 6 titres de champion du Lyonnais
- 10 titres de champion de la Loire

### Coupe de la Loire
- 7 fois vainqueur (seniors, cadets, cadettes, minimes)

### Trophée Coupe de France
- Vainqueur lors de la saison 2011-2012 à Paris-Bercy face à Vannes[5].

### Coupe de France
- Féminines : 8e de finale de la coupe de France, saison 1993-1994
- Masculins : 16e de finale de la coupe de France, lors de l'édition 2004-2005 (défaite contre le club de Pro A du Havre)

## Joueurs célèbres ou marquants
- David Denave
- Romain Tillon
- Grismay Paumier